# عايشة تايلور
عائشة تايلر (بالإنجليزية: Aisha Tyler) (من مواليد 18 سبتمبر 1970) هي ممثلة اميركية كوميدية ومؤلفة ومعروفة بدور اندريا مارينو في الموسم الأول من شبح هامس.

## حياتها
ولدت تايلر في سان فرانسيسكو في كاليفورنيا، هي ابنة غريغوري روبن وهو مدرس انفصل والديها عندما كانت في سن العشرة من عمرها.

## الأعمال

### أفلام
| السنة | العنوان          | الدور |
| ----- | ---------------- | ----- |
| 2006  | .45              | ليز   |
| 2007  | بولز أوف فيوري   |       |
| 2008  | قصص ما قبل النوم |       |

### مسلسلات
| السنة     | العنوان                           | الدور            |
| --------- | --------------------------------- | ---------------- |
| 2001      | اكبح حماسك                        | صديقة شاغ        |
| 2003      | فريندز                            | تشارلي ويلر      |
| 2003      | سي إس آي: ميامي                   | جانيت ميدرانو    |
| 2004      | نيب/تك                            | مانيا            |
| 2004–2005 | سي اس آي: التحقيق في موقع الجريمة | مايا ديكنسون     |
| 2005      | 24                                | ماريان تايلر     |
| 2005–2006 | شبح هامس                          | اندريا مارينو    |
| 2007      | بوسطن ليغال                       | تارين كامبل      |
| 2009–     | آرشر                              | العميلة لانا كين |
| 2011–2017 | ذي تاك                            | نفسها (المضيفة)  |
| 2012      | غلي                               | أم جيك           |
| 2013      | هاواي فايف أو                     | سافانا والكر     |
| 2014      | مودرن فاميلي                      | ميندي            |
| 2014      | حديث الموتى                       | نفسها            |
| 2014      | في منتصف الليل                    | نفسها            |
| 2014      | رجلان ونصف                        | محامية التبني    |
| 2015      | بوجاك هورسمان                     | أم سارة لين      |
| 2015–     | عقول إجرامية                      | د تارا لويس      |
| 2016      | سوبرغيرل                          | نفسها            |

### ألعاب الفيديو
| ! سنة | لقب            | دور              | ملاحظات                              |
| ----- | -------------- | ---------------- | ------------------------------------ |
| 2010  | هيلو: ريتش     | Female Trooper 2 | Minor Role                           |
| 2011  | جيرز أوف وور 3 | Commander Walker | "RAAM's Shadow" Downloadable content |

## وصلات خارجية
- عايشة تايلور على موقع IMDb (الإنجليزية)
- عايشة تايلور على موقع روتن توميتوز (الإنجليزية)
- عايشة تايلور على موقع ألو سيني (الفرنسية)
- عايشة تايلور على موقع ميوزك برينز (الإنجليزية)
- عايشة تايلور على موقع أول موفي (الإنجليزية)
- عايشة تايلور على موقع قاعدة بيانات الأفلام السويدية (السويدية)
- عايشة تايلور على موقع إن إن دي بي (الإنجليزية)
- عايشة تايلور على موقع ديسكوغز (الإنجليزية)
- عايشة تايلور على موقع قاعدة بيانات الفيلم (الإنجليزية)
- عايشة تايلور على موقع كينوبويسك (الروسية)

سي إس آي: ميامي
سي اس آي: التحقيق في موقع الجريمة